# 江西应用技术职业学院
江西应用技术职业学院，是中华人民共和国江西省的一所全日制公办大专院校。位于江西省赣州市黄金高校区。

## 学院历史
- 1958，江西地质学院
- 1973，江西省地质学校
- 1979，赣州地质学院
- 1994，南方工业学校
- 2002，江西应用技术职业学院[1]

## 学院及专业设置
截至2017年，现有资源环境与珠宝学院 、汽车学院 、机械与电子工程学院、信息工程学院、建筑工程学院、测绘地理信息学院、财经与商务学院、材料工程学院、设计工程学院、社会管理学院和军事体育教学部等11个教学机构，全日制在校生1.32万人。